# Gianni Amico
Gianni Amico, né le 27 décembre 1933 à Loano (Italie) et mort le 2 novembre 1990 à Rome (Italie), est un réalisateur, scénariste, critique de cinéma et animateur culturel italien.

## Filmographie partielle

### Réalisation

#### Au cinéma
- 1964 : We Insist! Suite per la libertà subito  (documentaire)
- 1964 : L'Italia con Togliatti  (documentaire collectif)
- 1965 : Appunti per un film sul Jazz  (documentaire)
- 1966 : Paolo  (court métrage)
- 1966 : Musica Popular Brasileira
- 1967 : Giovani brasiliani  (documentaire)
- 1968 : Tropici
- 1975 : Sardegna, una voce (Maria Carta)  (documentaire)
- 1976 : Your Love is like the Sea. Per una generazione di americani
- 1981 : Le mani svelte. Giovani, donne, fabbrica
- 1983 : Io con te non ci sto più
- 1984 : L'addio a Enrico Berlinguer  (documentaire collectif)
- 1986 : Grandi mostre: futurismo e futuristi  (documentaire)
- 1991 : Un amore sconosciuto

#### À la télévision
- 1971 : L'inchiesta  (téléfilm)
- 1972 : Central Park  (téléfilm)
- 1973 : Ritorno  (téléfilm)
- 1975 : Il registratore  (court métrage)
- 1976 : Le cinque stagioni  (téléfilm en quatre épisodes)
- 1978-1979 : Le affinità elettive  (mini-série en 3 épisodes)
- 1978 : Lo specchio rovesciato. Un'esperienza di autogestione operaia (documentaire télévisé, coréalisé avec Marco Melani)

### Scénario (cinéma)
- 1964 : Prima della rivoluzione de Bernardo Bertolucci
- 1968 : Partner de Bernardo Bertolucci
- 1970 : Le Lion à sept têtes (Der Leone Have Sept Cabeças) de Glauber Rocha

## Récompenses et distinctions
- (en) Gianni Amico: Awards, sur l'Internet Movie Database